# Fissidens teysmannianus
Fissidens teysmannianus är en bladmossart som beskrevs av Frans François Dozy och Molkenboer 1854. Fissidens teysmannianus ingår i släktet fickmossor, och familjen Fissidentaceae. Inga underarter finns listade i Catalogue of Life.